# Galendromimus tunapunensis
Galendromimus tunapunensis är en spindeldjursart som beskrevs av De Leon 1967. Galendromimus tunapunensis ingår i släktet Galendromimus och familjen Phytoseiidae. Inga underarter finns listade i Catalogue of Life.